# Ruggero I di Foix
Ruggero I di Foix; in francese: Roger Ier de Foix (secondo decennio dell'XI secolo – 1064 circa) è stato un nobile francese, conte di Carcassonne e di Foix dal 1037 circa fino alla sua morte.

## Origine

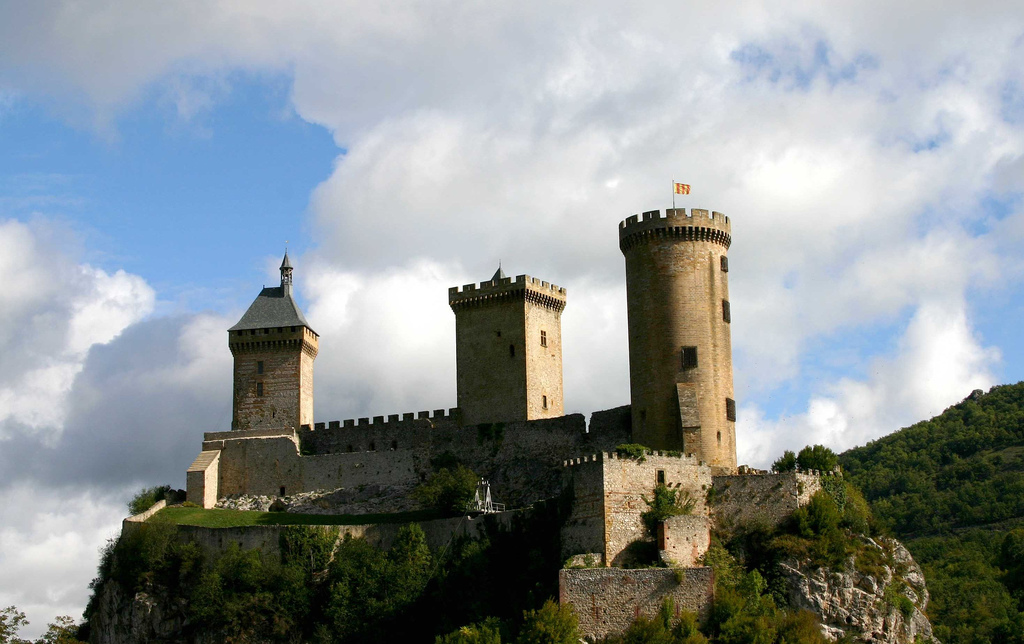
Il castello di Foix

Ruggero era il figlio maschio secondogenito del conte di Carcassonne e di Couserans, primo Conte di Foix e poi conte di Bigorre, Bernardo Ruggero, come ci viene confermato dal documento n° XXXVII dei Documents de la Histoire du Comté et de la Vicomté de Carcassonne, e della Contessa di Bigorre, Garsenda, come ci viene confermato dal documento n° XXXVIII dei Documents de la Histoire du Comté et de la Vicomté de Carcassonne, che, secondo La Vasconie. Tables Généalogiques, era l'unica figlia del Conte di Bigorre, Garcia Arnaldo e della moglie, Riccarda, figlia del visconte di Astarac, Garcia Arnaldo.

Bernardo Ruggero di Foix era il secondo figlio maschio del conte di Carcassonne e di Couserans, Ruggero I (930/40- dopo Aprile 1011) e di Adele di Pons († dopo Aprile 1011), come ci viene confermato dal documento n° 134 delle Preuves de l'Histoire Générale de Languedoc, Tome V inerente ad una donazione in cui viene citato coi genitori.

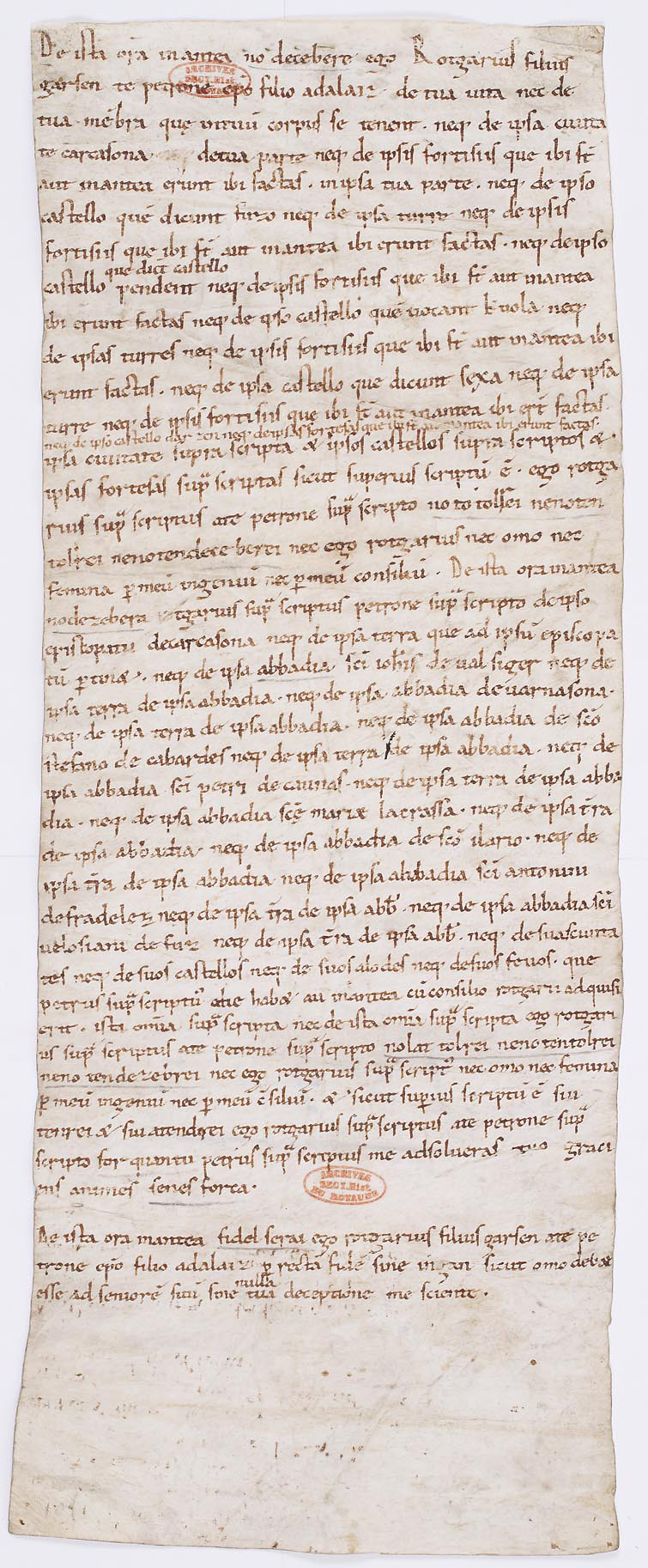
Documento che attesta l'accordo, per la città di Carcassonne di Ruggero I con lo zio, Pietro Ruggero, vescovo di Gerona

## Biografia
Suo padre, Bernardo Ruggero, morì intorno al 1037 e venne sepolto a Foix, nel monastero che aveva fatto erigere.
Alla morte di Bernardo Ruggero i tre figli maschi maggiori ereditarono rispettivamente:
- Bernardo, il primogenito, la contea di Bigorre[7]
- Ruggero, il secondogenito la contea di Foix e parte di quella di Carcassonne[7]
- Pietro Bernardo, il terzogenito la contea di Couserans[7].

Ruggero divenne così secondo conte di Foix col nome di Ruggero I, mentre fu Ruggero II conte di Carcassonne.
Secondo il documento n° XXXVII dei Documents de la Histoire du Comté et de la Vicomté de Carcassonneappena subentrò al padre Ruggero si accordò con lo zio, Pietro Ruggero, vescovo di Gerona, per la spartizione della città di Carcassonne e sempre nel 1034, con un secondo documento il n° XXXVIII dei Documents de la Histoire du Comté et de la Vicomté de Carcassonne, assieme alla madre Gersenda, rese omaggio allo zio paterno, il succitato, Pietro Ruggero.
Il documento n° 2991 del Recueil des chartes de l'abbaye de Cluny. Tome 4, successivo al 1049, ci conferma che Ruggero, assieme alla moglie Amica (Rotgerius comes de Foys et uxor eius, amici), fece una donazione all'Abbazia di Cluny.
Ruggero, nel 1063, fece un accordo per la divisione della città di Carcassonne con il cugino, anche lui di nome Ruggero che portava il titolo di conte di Carcassonne (Ruggero III), come ci conferma il documento n° 266 della Histoire Générale de Languedoc, Preuves, Tome V.
Ruggero governò sulla contea di Foix fino al 1064, anno della sua morte. Non avendo avuto eredi, la contea passò al fratello minore Pietro Bernardo, già conte di Couserans.

## Matrimonio e discendenza
Come ci conferma il documento n° 2991 del Recueil des chartes de l'abbaye de Cluny. Tome 4, Ruggero aveva sposato Amica, una nobile di origine ignota, dalla quale ebbe un figlio, Piero, morto però in giovane età; il nome della moglie, Amica, viene confermato anche dal documento n° 257 della Histoire Générale de Languedoc, Preuves, Tome V.
Comunque di Ruggero non risulta alcuna discendenza.

## Ascendenza
|                           |   |                        | Genitori              |  |  | Nonni |  |  | Bisnonni             |  |  | Trisnonni                 |  |
|                           |   |                        |                       |  |  |       |  |  | Arnaldo di Comminges |  |  | Garcia Arnaldo di Astarac |  |
|                           |   |                        |                       |  |  |       |  |  | Arnaldo di Comminges |  |  | Garcia Arnaldo di Astarac |  |
|                           |   | …                      |                       |  |  |       |  |  | Arnaldo di Comminges |  |  |                           |  |
| Ruggero I di Carcassonne  |   |                        |                       |  |  |       |  |  | Arnaldo di Comminges |  |  |                           |  |
|                           |   | Arsinda di Carcassonne | …                     |  |  |       |  |  |                      |  |  |                           |  |
|                           |   | Arsinda di Carcassonne | …                     |  |  |       |  |  |                      |  |  |                           |  |
|                           |   | Arsinda di Carcassonne | …                     |  |  |       |  |  |                      |  |  |                           |  |
| Bernardo Ruggero di Foix  |   | Arsinda di Carcassonne |                       |  |  |       |  |  |                      |  |  |                           |  |
|                           |   | Bernardo di Melgueil   | …                     |  |  |       |  |  |                      |  |  |                           |  |
|                           |   | Bernardo di Melgueil   | …                     |  |  |       |  |  |                      |  |  |                           |  |
|                           |   | Bernardo di Melgueil   | …                     |  |  |       |  |  |                      |  |  |                           |  |
| Adele di Pons             |   | Bernardo di Melgueil   |                       |  |  |       |  |  |                      |  |  |                           |  |
|                           |   | Sénégonde di Rouergue  | Baldovino di Pons     |  |  |       |  |  |                      |  |  |                           |  |
|                           |   | Sénégonde di Rouergue  | Baldovino di Pons     |  |  |       |  |  |                      |  |  |                           |  |
|                           |   | Sénégonde di Rouergue  | …                     |  |  |       |  |  |                      |  |  |                           |  |
| Ruggero I di Foix         |   | Sénégonde di Rouergue  |                       |  |  |       |  |  |                      |  |  |                           |  |
|                           | … | …                      |                       |  |  |       |  |  |                      |  |  |                           |  |
|                           | … | …                      |                       |  |  |       |  |  |                      |  |  |                           |  |
|                           | … | …                      |                       |  |  |       |  |  |                      |  |  |                           |  |
| Garcia Arnaldo di Bigorre | … |                        |                       |  |  |       |  |  |                      |  |  |                           |  |
|                           |   | …                      | …                     |  |  |       |  |  |                      |  |  |                           |  |
|                           |   | …                      | …                     |  |  |       |  |  |                      |  |  |                           |  |
|                           |   | …                      | …                     |  |  |       |  |  |                      |  |  |                           |  |
| Garsenda di Bigorre       |   | …                      |                       |  |  |       |  |  |                      |  |  |                           |  |
|                           |   | Arnaldo di Bigorre     | Raimondo I di Bigorre |  |  |       |  |  |                      |  |  |                           |  |
|                           |   | Arnaldo di Bigorre     | Raimondo I di Bigorre |  |  |       |  |  |                      |  |  |                           |  |
|                           |   | Arnaldo di Bigorre     | Garsenda d'Astarac    |  |  |       |  |  |                      |  |  |                           |  |
| Riccarda di Astarac       |   | Arnaldo di Bigorre     |                       |  |  |       |  |  |                      |  |  |                           |  |
|                           |   | …                      | …                     |  |  |       |  |  |                      |  |  |                           |  |
|                           |   | …                      | …                     |  |  |       |  |  |                      |  |  |                           |  |
|                           |   | …                      | …                     |  |  |       |  |  |                      |  |  |                           |  |
|                           |   | …                      |                       |  |  |       |  |  |                      |  |  |                           |  |

### Fonti primarie
- (LA)  Histoire Générale de Languedoc, Preuves, Tome V.
- (LA)  Recueil des chartes de l'abbaye de Cluny. Tome 4.

### Letteratura storiografica
- (FR)  Histoire générale de Languedoc, tomus II.
- (FR)  Chroniques romanes des comtes de Foix.
- (FR)  Histoire du Comté et de la Vicomté de Carcassonne.
- (FR)  LA VASCONIE.